# Toftlund IF
Toftlund IF Er en dansk fodboldklub fra byen Toftlund som ligger i hjertet af Sønderjylland. Klubbens førstehold spiller lige nu i Serie 2.
http://www.toftlund-if.dk/
| Sport | Spire Denne artikel om sport er en spire som bør udbygges. Du er velkommen til at hjælpe Wikipedia ved at udvide den. |